# Schizobasis angolensis
Schizobasis angolensis är en sparrisväxtart som beskrevs av John Gilbert Baker. Schizobasis angolensis ingår i släktet Schizobasis och familjen sparrisväxter.
Artens utbredningsområde är Angola. Inga underarter finns listade i Catalogue of Life.